# Théâtre de la Main d'Or
Le théâtre de la Main d’Or a été créé par Alain Illel. Cet espace était jusqu’alors un entrepôt inoccupé. 
Le théâtre de la Main d'Or était une salle de spectacle et de théâtre d'environ 250 places assises située à Paris, dans le 11e arrondissement, au 15, passage de la Main-d'Or (la « Cité Dupuy »). Il est connu pour avoir été géré par Dieudonné de 1999 à 2018.

## Historique

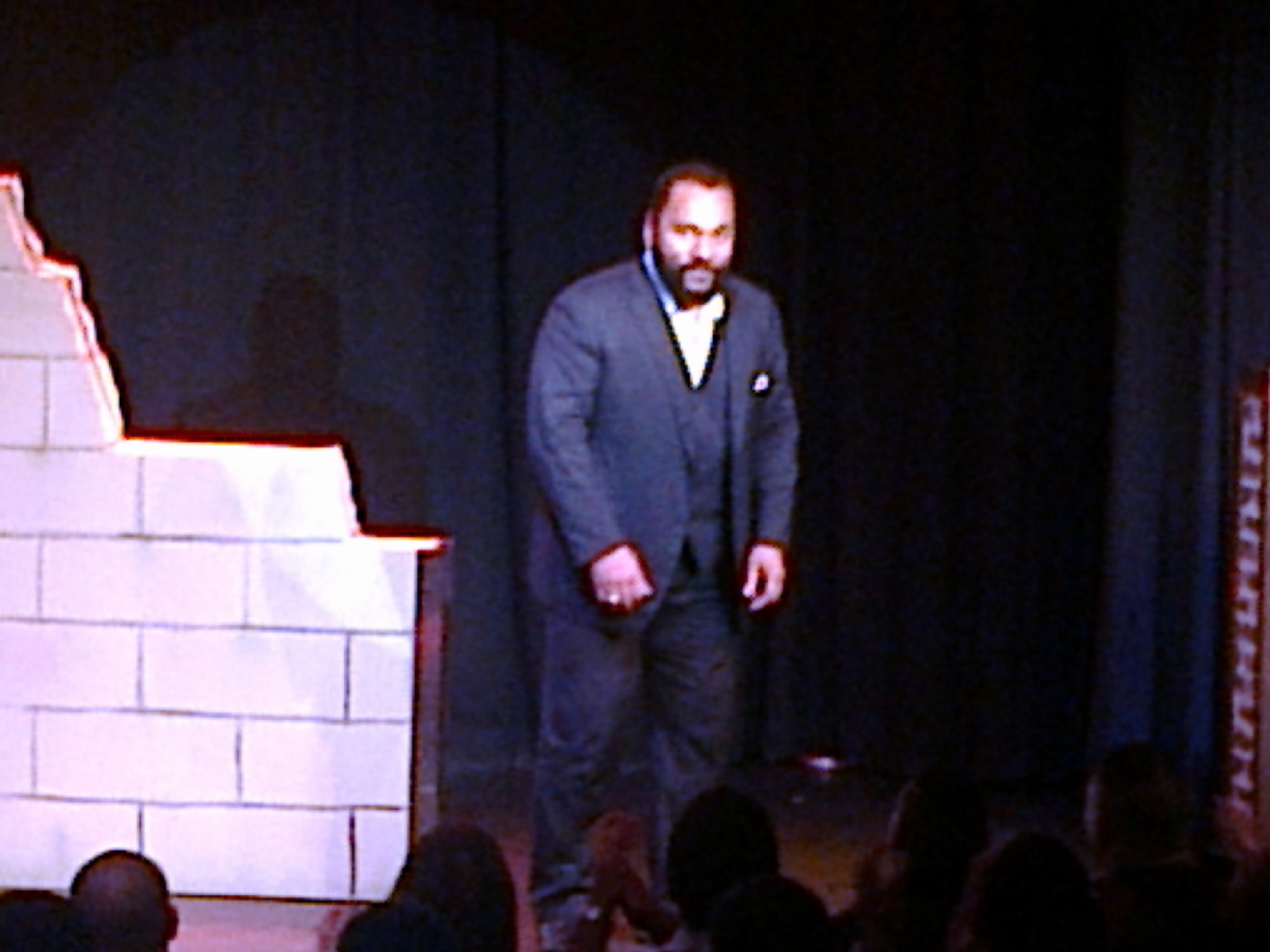
Dieudonné en représentation au théâtre de la Main d'or en 2013.

De 1989 à 1997, le théâtre de la Main d'Or a été dirigé par Jean-Christian Grinevald. À partir de 1999, il est géré par l'humoriste Dieudonné qui s'y produit trois fois par semaine. Les hommes d'affaires Georges Melka et Gabriel Levy sont depuis 2011 les propriétaires du théâtre. Grands donateurs de la communauté juive et du mouvement sioniste, ils affirment en 2014 qu'ils ignoraient qui était Dieudonné au moment de leur acquisition du lieu,.

## Fréquentation
La fréquentation du théâtre évolue à mesure de la politisation et des polémiques autour de Dieudonné. Ce dernier, accusé d'antisémitisme, se radicalise politiquement pendant les années 2000, tout en fidélisant et fédérant autour de lui un public à la fois nombreux et très hétéroclite. L'Express, étudiant en 2009 le public d'une représentation au théâtre de la Main d'Or, décrit une assistance « cosmopolite mêlant habitants du quartier et lointains banlieusards, jeunes couples enlacés, Blacks-Blancs-Beurs en survêt, copines sur leur trente et un, retraités en keffieh et crânes rasés en bombers ». Rue89 note également la variété du public, au sein duquel certains adhèrent entièrement au discours du comique et le croient victime du « lobby juif » tandis que d'autres viennent apprécier l'artiste et gardent leur distance vis-à-vis du discours politique, exprimant parfois leur gêne sur certains points.
Slate revient, en 2013, sur le caractère bigarré du public de Dieudonné, où se côtoient militants d'extrême droite (qui ne représentent pas la majorité), jeunes musulmans, mais aussi « tout un petit peuple de rastas blancs, qu'on imaginerait plutôt dans un festival reggae ou une free party » et « une frange de l’extrême gauche altermondialiste, qu’on reconnaîtra facilement au port du tee-shirt à l’effigie d’Hugo Chavez ou au total look joueur de diabolo à Rennes », soit, dans l'ensemble, une jeunesse « plutôt arrivée là par le biais de la critique radicale des médias, de l'oligarchie et du « nouvel ordre mondial » que par le prisme du conflit israélo-palestinien, encore que les deux logiques aient tendance à s'entrecroiser ». Le journal en ligne s'interroge à cette occasion sur le processus de « dieudonnisation des esprits » qui serait à l'œuvre via la diffusion des idées et des thématiques de l'humoriste.
Le chercheur Jean-Yves Camus souligne quant à lui que, au-delà de la fréquentation par le public payant, le théâtre a été transformé par Dieudonné en « épicentre de la toute la nébuleuse anti-juive de Paris ». Ses locaux sont en effet fréquentés par le Rassemblement des étudiants de droite (RED, renouveau du GUD), la Droite socialiste (droite ultra), ainsi qu'Égalité et Réconciliation (l'association d'Alain Soral), dont le théâtre de la Main d’Or devient officiellement le QG en décembre 2008 : il est mis gracieusement à disposition de l'association une fois par mois, à condition que les membres présents consomment sur place.

## Expulsion de Dieudonné
Selon Valeurs actuelles, les propriétaires du théâtre de la Main d’or auraient d'abord, entre 2011 et 2014, tenté de se faire « discrets » afin de ne pas être accusés de faire la promotion d'un humoriste antisémite. Le 7 janvier 2014, dans le cadre des polémiques entourant le spectacle de Dieudonné Le Mur, ils font savoir qu'il tentent de trouver une solution pour expulser l’humoriste de leur théâtre, en écourtant un bail censé courir jusqu'en 2019,.
Pour obtenir gain de cause, les propriétaires s'appuient sur le fait que le bail est au nom de la société Bonnie productions, liée à Dieudonné, tandis que son exploitation est confiée à une autre société, Les Productions de la Plume, possédée par l'épouse et la mère de Dieudonné, ce qui constituerait une sous-location irrégulière. Le 29 septembre 2015, la dix-huitième chambre civile du tribunal de grande instance de Paris donne raison aux propriétaires et condamne Dieudonné à quitter le théâtre de la Main d'or. L'humoriste interjete appel mais, le 8 novembre 2017, la cour d'appel confirme le jugement de première instance. Bonnie productions est en outre condamnée à payer aux propriétaires 280 660 euros d'arriérés locatifs.